# Liste der Stolpersteine in Lauenförde
In der Liste der Stolpersteine in Lauenförde werden die vorhandenen Gedenksteine aufgeführt, die im Rahmen des Projektes Stolpersteine des Künstlers Gunter Demnig bisher in Lauenförde verlegt worden sind.

## Verlegte Stolpersteine
| Adresse                       | Name            | Inschrift                                                                                       | Verlegedatum | Bild                                                      | Anmerkung |
| ----------------------------- | --------------- | ----------------------------------------------------------------------------------------------- | ------------ | --------------------------------------------------------- | --- |
| Unterstraße 1 (Standort)      | Walter Kohlberg | Hier wohnte Walter Kohlberg Jg. 1905 deportiert 1942 Ghetto Warschau ermordet                   | 5. Okt. 2010 | Stolperstein Lauenförde Unterstraße 1 Walter Kohlberg     | geboren am 10. März 1905 in Lauenförde |
| Unterstraße 1 (Standort)      | Hilde Kohlberg  | Hier wohnte Hilde Kohlberg geb. Mosheim Jg. 1910 deportiert 1942 Ghetto Warschau ermordet       | 5. Okt. 2010 | Stolperstein Lauenförde Unterstraße 1 Hilde Kohlberg      | geboren am 14. April 1910 in Valdorf |
| Unterstraße 1 (Standort)      | Hedwig Kohlberg | Hier wohnte Hedwig Kohlberg geb. Hesse Jg. 1882 deportiert 1942 Ghetto Warschau ermordet        | 5. Okt. 2010 | Stolperstein Lauenförde Unterstraße 1 Hedwig Kohlberg     | geboren am 9. Februar 1882 in Wanfried |
| Unterstraße 1 (Standort)      | Joel Kohlberg   | Hier wohnte Joel Kohlberg Jg. 1939 deportiert 1942 Ghetto Warschau ermordet                     | 5. Okt. 2010 | Stolperstein Lauenförde Unterstraße 1 Joel Kohlberg       | geboren am 25. Januar 1939 in Beverungen |
| Würgasser Straße 5 (Standort) | Toni Löwenherz  | Hier wohnte Toni Löwenherz geb. Lichenheim Jg. 1876 vor Deportation Flucht in den Tod 22.3.1942 | 5. Okt. 2010 | Stolperstein Lauenförde Würgasser Straße 5 Toni Löwenherz | geboren am 24. Oktober 1876 in Dargun, für Toni Löwenherz wurde am 20. November 2023 im Friedländer Weg 26 in Göttingen ebenfalls ein Stolperstein verlegt |